# Society of Artists of Great Britain
Die Society of Artists of Great Britain war eine englische Künstlervereinigung, die 1760 mit Sitz in London gegründet wurde. Sie sollte Künstlern die Möglichkeit bieten, gemeinsam ihre Werke einem breiten Publikum zu präsentieren. Vorbild war der Salon de Paris.
Zu den Gründungsmitgliedern gehörten Joshua Reynolds,  Francis Hayman, Richard Wilson, Richard Dalton u. a. Sie organisierten eine erste Ausstellung im April 1760, die als eine der ersten Gemeinschaftsausstellungen zeitgenössischer Künstler in England gilt, neben der im gleichen Jahr stattfindenden Veranstaltung der 1754 gegründeten Royal Society of Arts. Es folgten dann jährlich weitere, insgesamt 23 Gemeinschaftsausstellungen, zu denen Kataloge erschienen, die die Finanzierung sicherten.
In Würdigung der Ausstellungserfolge in der Öffentlichkeit erhielt die Gesellschaft am 26. Januar 1765 eine Royal Charter, im gleichen Jahr verzeichnete sie bereits 211 Mitglieder. 1767/68 kam es zu Meinungsverschiedenheiten zwischen den Mitgliedern der Vereinigung und es entstanden zwei Fraktionen, die von den Architekten James Paine (1717–1789) und William Chambers geführt wurden. Als James Paine die Auseinandersetzung gewann, betrieb William Chambers daraufhin die Gründung der Royal Academy of Arts, die 1768 erfolgte und 1769 mit ersten Ausstellungen aktiv wurde. In 1773 veröffentlichte die Gesellschaft eine Liste mit den Namen von nur noch 130 Mitgliedern. 1776 erschien erstmals der Name Royal Incorporated in dem Katalog zur 17. Ausstellung April 1776, für den seit 1765 neuen offiziellen Namen als Royal Incorporated Society of Artists of Great Britain.
Die Society of Artists veranstaltete noch bis 1791 Ausstellungen, bevor sie sich auflöste. Die Archivalien der Gesellschaft wurden später der Royal Academy of Arts übereignet.